# Rhea Seddon
Margaret Rhea Seddon (Murfreesboro, 8 de novembro de 1947) é uma ex-astronauta norte-americana. Médica por formação acadêmica, fez parte de três missões do programa do ônibus espacial.
Formada em Medicina pela Universidade do Tennessee, fez três anos de residência médica especializada em nutrição e trabalhou em diversos hospitais no Tennessee, no Mississipi e na área de Houston, no Texas. Fez também várias pesquisas sobre os efeitos da radioterapia na nutrição de pacientes com câncer.
Selecionada no primeiro grupo de astronautas femininas da NASA, em 1978 - junto com Sally Ride, Anna Fisher, Judith Resnik, Kathryn Sullivan e Shannon Lucid - e qualificada como astronauta especialista de missão em 1979, trabalhou em diversas funções em terra, ligadas à tecnologia do ônibus espacial, como membro do conselho médico da agência espacial e como assistente técnica do diretor de operações de tripulações em voo. Também atuou como assistente da direção de operações de carga do programa espacial conjunto russo-americano Shuttle-Mir.

## Missões espaciais

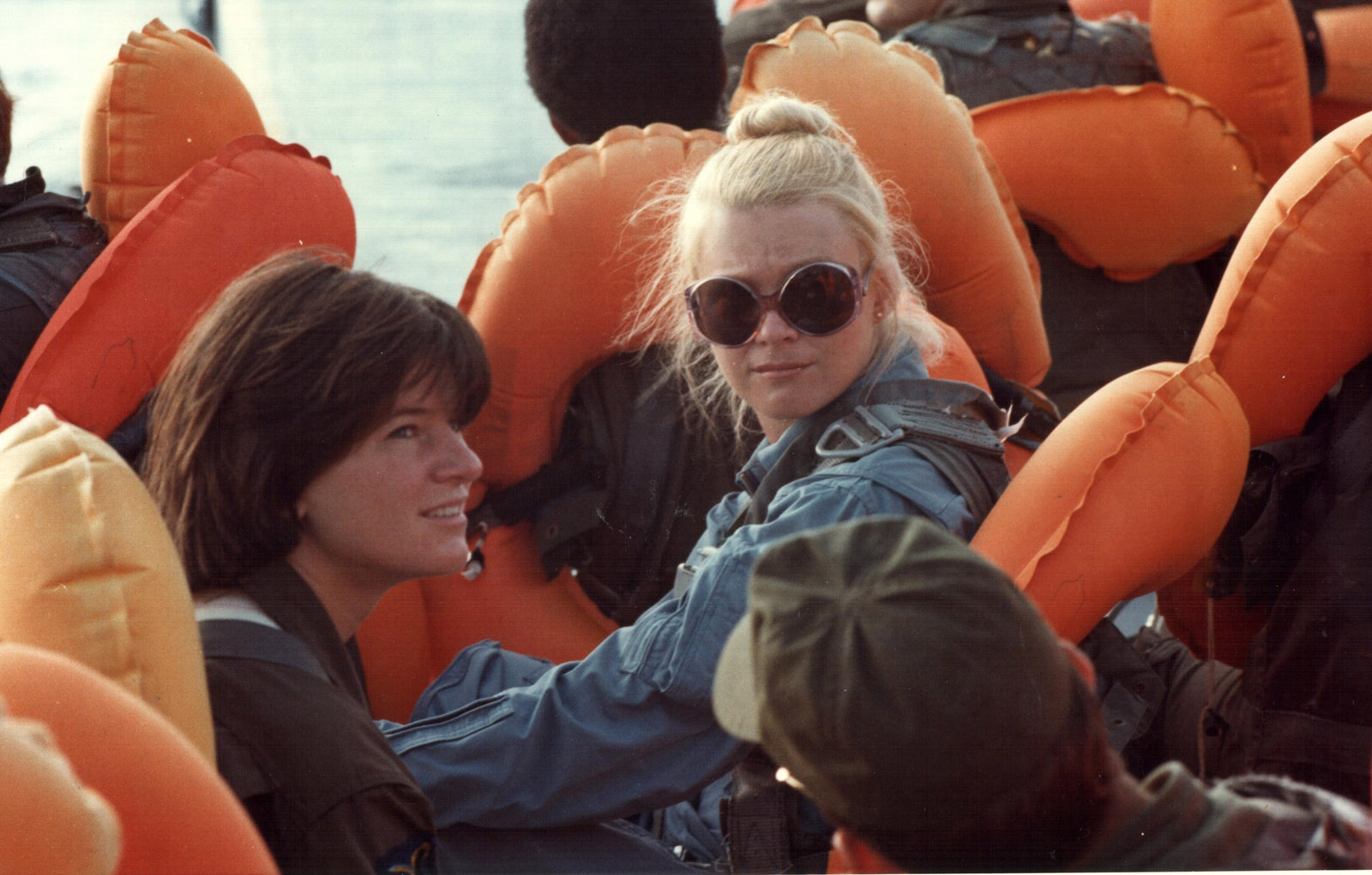
Seddon com Sally Ride em treinamento de sobrevivência no mar, 1978.

Seddon foi ao espaço três vezes, acumulando um total de 772 horas em órbita. O primeiro voo foi em abril de 1985, na STS-51-D Discovery, missão que colocou satélites de comunicação em órbita e vários procedimentos médicos foram pesquisados. 
A segunda missão, STS-40 na Columbia, em junho de 1991, levou ao espaço o Spacelab, onde foram feitas experiências sobre o comportamento de diversas formas de vida, incluindo células, na microgravidade.
Na última missão, STS-58 Columbia, Seddon atuou como comandante de carga do Spacelab, que fez estudos sobre biologia e ciências da vida, considerada pela NASA a mais bem sucedida de todas as missões com o laboratório espacial. Durante os quatorze dias dela, a tripulação realizou diversas experiências cardiovasculares, neurológicas, metabólicas, e vários experimentos neles mesmos e em ratos de laboratório, aumentando o conhecimento sobre a fisiologia humana e animal.

## Pós-NASA
Seddon é casada com o ex-astronauta Robert Gibson e tem três filhos. Apesar de deixar oficialmente a NASA em 1997, em 1998 ainda trabalhou como assistente da preparação das experiências cardiovasculares a serem realizadas pela missão da Columbia que voou em abril de 1998 com o Neurolab Spacelab, laboratório espacial construído para experiências neurológicas no espaço. Hoje ela trabalha na Universidade Vanderbilt, em Nashville, Tennessee.